# Pałac w Rzymówce
Pałac w Rzymówce (niem. Schloss Riemberg) – pałac z XVII w. we wsi Rzymówka, w powiecie złotoryjskim.
Zabytkowy obiekt wybudowany w XVII w. przez rodzinę von Richthofen. Od frontu prostokątny portal z inskrypcją na fryzie I ● D  ● 1  ● 0  ● 0  ● M  ● R. Powyżej trójkątny, przerywany (brisé) fronton (naczółek) z kartuszem. W przerwie frontonu herb von Richthofen zwieńczony siedmiopałkową koroną. W trójdzielnych polach: starzec na fotelu, czapla i skrzydło. W szczycie herb z klejnotem z potrójnym pióropuszem.

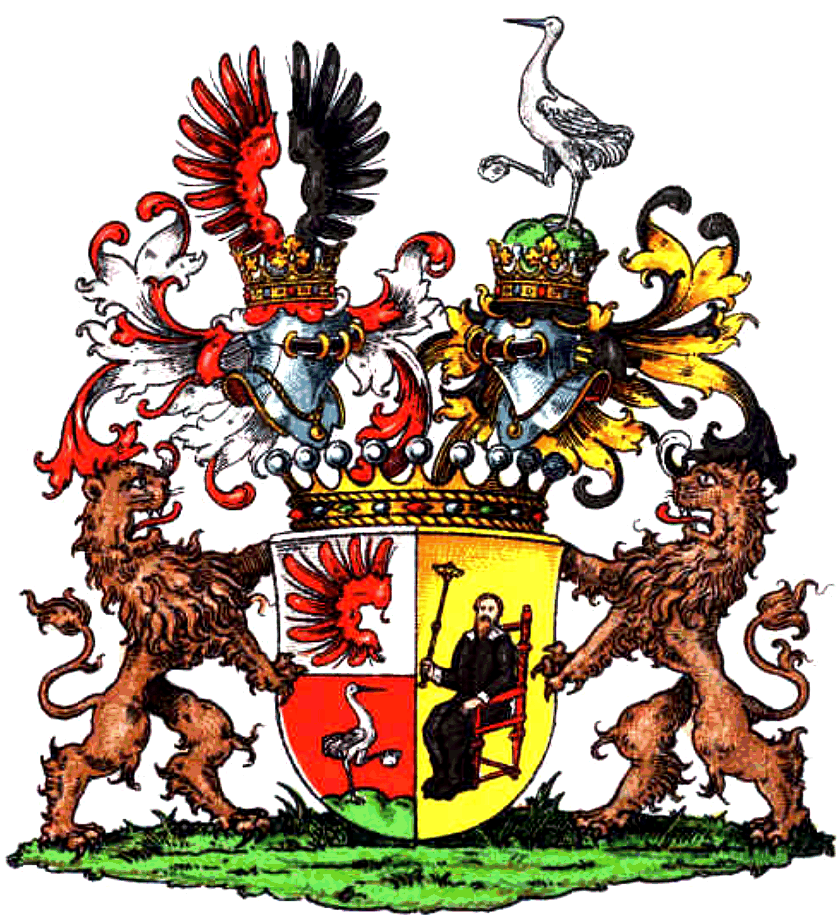
Herb von Richthofen
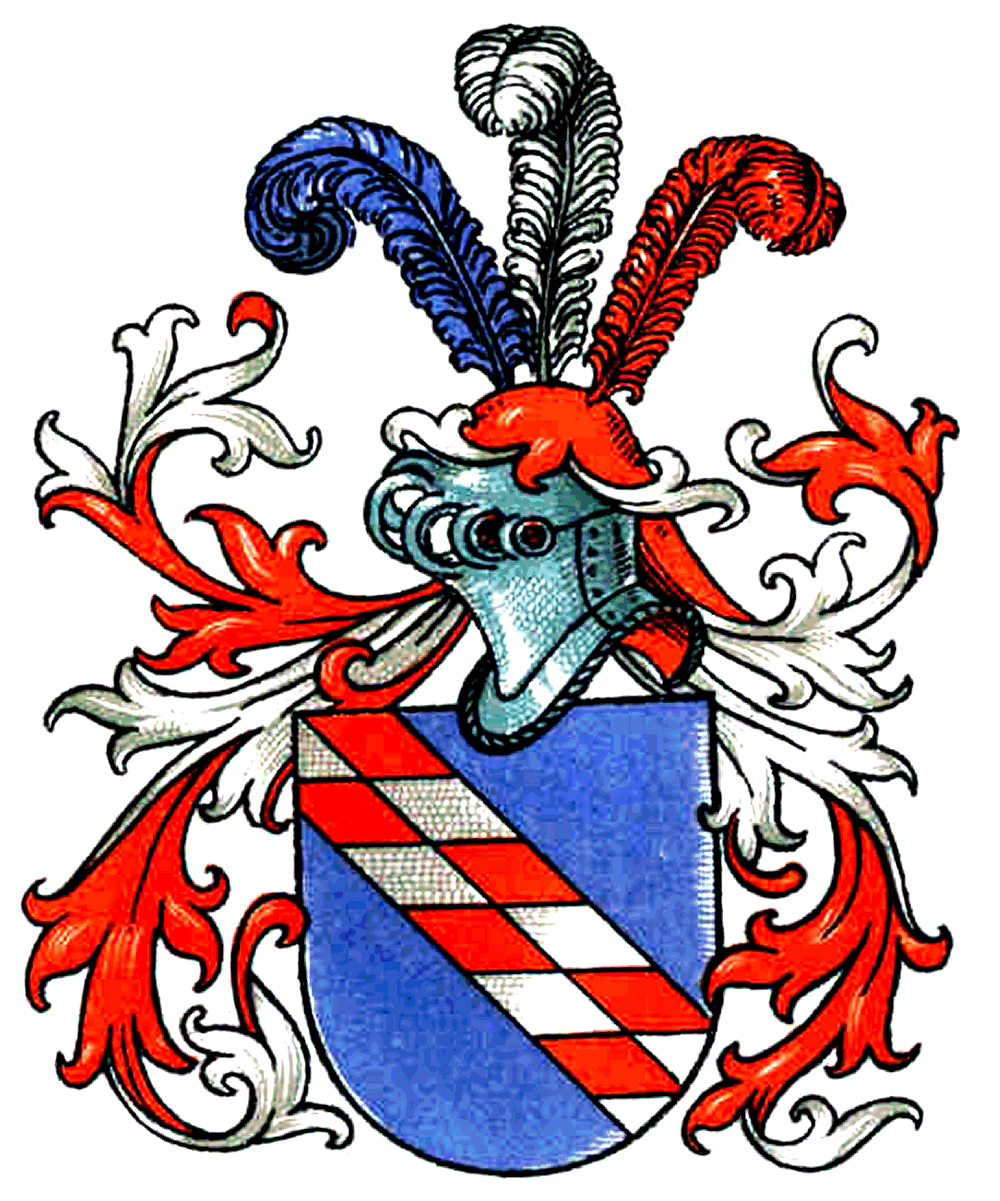
Herb von Wiese